# Spellemannprisen
Spellemannprisen er en prisuddeling til norske musikartister som har udmærket sig på en positiv måde det foregående år. Prisen blev etableret på initiativ fra det norske IFPI (international organisation for pladebranchen) og uddelt første gang i 1973 for pladeåret 1972 og har blevet uddelt hvert år siden. Uddelingen arrangeres af Spellemannskomiteen, som er udnævnt af IFPI Norge og FONO.
Antal priser som uddeles varierer noget fra år til år. I henhold til reglementet for 2013-uddelingen uddeles der priser i 17 sangerbestemte klasser, to priser til ophavsmænd (årets komponist og tekstforfatter) og tre tillægsklasser (Årets spellemann, årets nykommer og årets hit). I tillæg tager komiteen stilling til om det skal uddeles hæderspris, fagpris og producentpris. For hver af de sangerbestemte klasserne udnævnes det en fagjury hvor sammensætningen holdes hemmelig for hverandre og udenforstående. Fagjuryerne bestemmer ved hjælp af pointgivning hvilke af de listede artister og plader som skal nomineres i de forskellig klasser. Der nomineres mellem tre og fem artister i hver klasse. Fagjuryen stemmer derefter en vinder som modtager en bronzestatuet og diplom. 
Det bliver på forhånd ikke offentliggjort nogle nomineringer for Årets spellemann. En specialjury nominerer og kårer her vinderen. I klasser som årets hit og den tidligere musikvideo-klassen er det nogle ganger blevet benyttet publikumsafstemning for at kåre vinderen.

## Klasser og priser

### Nuværende sangerbestemte klasser
Ved uddelingen af 1972-prisen, blev der uddelt pris i syv sangerbestemte klasser og tre hæders- / branchepriser. Siden den gang har det vært en del ændringer i hvilke priser som uddeles og navn og til dels indhold i de forskellige klasser. De to eneste klasserne som har vært totalt uforandret gennem historien, er barneplade og åben klasse. Begge har imidlertid vært fraværende ved to uddelinger hver. Alle klasser fra det første året uddeles fortsat i en eller anden form.
Klasser som har været med siden første uddeling (1972)
| Dagens navn    | Ikke uddelt         | Andre navn på klasse                                                  | Bemærkning                                                                                   |
| -------------- | ------------------- | --------------------------------------------------------------------- | -------------------------------------------------------------------------------------------- |
| Barneplade     | 1978, 1979          |                                                                       |                                                                                              |
| Åben klasse    | 1990, 1994          |                                                                       | To priser i 1978 og 1979                                                                     |
| Viser          | 1994, 1995          | Visesang: 1972–1996 Viser og viserock: 1997–2000                      |                                                                                              |
| Popgruppe      | 1978                | Gruppe: 1972–1974, 1994–1996 Pop-rock: 1975-1976 Pop: 1977-1993, 2012 | Klassen pop splittet i popgruppe og popsolist fra 2013                                       |
| Klassisk musik | 1991–93, 1995, 1996 |                                                                       | Felles med samtidsmusik frem til 1994 (2 priser i 1975)                                      |
| Samtidsmusik   | 1991–93, 1995, 1996 |                                                                       | Felles med klassisk musik frem til 1994 (2 priser i 1975) Fælles pris med elektronika i 2004 |

Klasser som har blevet oprettet efter første uddeling
| Dagens navn                 | Første uddeling | Ikke uddelt          | Andre navn på klasse                                                                                             | Bemærkninger |
| --------------------------- | --------------- | -------------------- | --- | --- |
| Jazz                        | 1973            |                      | | |
| Folkemusik/ tradisjonsmusik | 1973            |                      | Folkemusik/ gammaldans: 1973–2010 Folkemusik: 1997, 1998, 2001                                                   | Gammeldans slået sammen med danseorkester i 1997 og 1998. Gammeldans ikke uddelt i 2001. Ændret navn til traditionsmusik i 2011. |
| Popsolist                   | 1975            | 1978–1996, 2003–2012 | Vokalist: 1975-1977                                                                                              | Erstattet af klasserne kvindelige og mandlige artist i perioder. Klassen pop delt i popgruppe og popsolist i 2013.               |
| Rock                        | 1976            | 1977, 1978, 1994     | | 2 priser i 1980 og 1981 |
| Danseband                   | 1996            |                      | Danserokester/ gammeldans: 1997, 1998 Danseorkester: 1996, 1999–2011                                             | Fælles med gammeldans i 1997 og 1998                                                                                             |
| Urban                       | 1996            | 2012                 | Dance/techno: 1996–1997 Dance: 1998–1999 Dance/hip-hop: 2000 Hip-hop/RnB: 2004–2006 Hip-hop 2001-2003, 2007-2012 | |
| Metal                       | 1997            |                      | Hardrock: 1997–2000                                                                                              | |
| Elektronisk musik           | 2000            |                      | Elektronika/ samtidsmusik: 2004 Elektronika: 2000–2003, 2005–2011                                                | Fælles med samtidsmusik i 2004                                                                                                   |
| Blues                       | 2001            |                      | Blues/country: 2003, 2004                                                                                        | Fælles med country i 2003 og 2004                                                                                                |
| Country                     | 2003            |                      | Blues/country: 2003, 2004                                                                                        | Fælles med blues i 2003 og 2004 Kalt roots & country 1984–1993                                                                   |
| Indie                       | 2013            |                      | | |

### Nuværende tillægsklasser og priser til ophavsmænd
I 1983 ble Årets spellemann indført som den første tillægsklassen, og det er per 2013-uddelingen totalt tre tillægsklasser. Fra Spellemannprisen 2007 ble prisen årets nykommer udvidet til også at indeholde et arbejdsstipendium på 200.000 NOK. Stipendiet bliver uddelt af branchens vederlagsbyrå Gramo for at give vinderen "et udgangspunkt for at arbejde videre med sin musik, sådan at de kan glæde os mere i fremtiden". Stipendet blev opjusteret til 250.000 for 2011.
I samarbejd med TONO ble det ved Spellemannprisen 2008 indført tre klasser for ophavsmænd som senere blev slået sammen til to klasser. I tillæg til tillægs- og ophavsmændklasserne kommer fagprisen, producentprisen og hædersprisen som ikke uddeles fast. Hædersprisen og den tidligere branchepris blev begge uddelt ved første uddeling.
| Dagens navn      | Første uddeling | Ikke uddelt | Andre navn på klasse                                       | Bemærkning                      |
| ---------------- | --------------- | ----------- | ---------------------------------------------------------- | ------------------------------- |
| Årets spellemann | 1983            |             |                                                            |                                 |
| Årets nykommer   | 1989            | 1991, 1992  |                                                            |                                 |
| Årets hit        | 1994            |             | Låt 1994–2003                                              |                                 |
| Komponist        | 2008            |             | Årets samtidskomponist og Årets populærkomponist 2008–2010 | Slået sammen til en pris i 2011 |
| Tekstforfatter   | 2008            |             |                                                            |                                 |

### Udgåede klasser
Klasser som har kommet og forsvundet igen.
| Navn                  | Periode         | Ikke uddelt          | Bemærkninger                                                          |
| --------------------- | --------------- | -------------------- | --------------------------------------------------------------------- |
| Kor-plate             | 1979            |                      |                                                                       |
| Roots & country       | 1984–1993       | 1986                 | Blues/country og senere country ble innført i 2003                    |
| Bedste pladeomslag    | 1989, 1994–1995 |                      |                                                                       |
| Kammermusik           | 1991–1996       | 1994                 | Ingen uddeling i klassisk musik og samtidsmusik i denne perioden      |
| Orkestermusik         | 1992–1995       | 1994                 | Ingen uddeling i klassisk musik og samtidsmusik i denne perioden      |
| Orkester- og kormusik | 1991            |                      | Ingen uddeling i klassisk musik og samtidsmusik i denne perioden      |
| Album                 | 1994–1996       |                      |                                                                       |
| Artist                | 1997–2000       |                      |                                                                       |
| Underholdning         | 1989–1993       |                      |                                                                       |
| Tidenes norske hit    | 2001            |                      | I forbindelse med 30 års jubilæum                                     |
| Tidenes VG-listelåt   | 2008            |                      |                                                                       |
| Årets eksport-pris    | 2008            |                      |                                                                       |
| Årets fan             | 2010            |                      |                                                                       |
| Regissør musikvideo   | 2010            |                      |                                                                       |
| Kvindelige artist     | 1972–2011       | 1975–1977, 1997–2002 | Erstattet af popsolist/vokalist i perioder. Kvindelig popsolist: 2003 |
| Mandlige artist       | 1972–2011       | 1975–1977, 1997–2002 | Erstattet af popsolist/vokalist i perioder. Mandlig popsolist: 2003   |
| Årets innovatør       | 2010–2011       |                      | Prisen videreføres af Spotify                                         |
| Årets musikvideo      | 1986-2012       | 1987–1998            | Videoprisen 1999, 2000                                                |

## Mest vindende artister
Seksten artister står som vinder af fem eller flere Spellemannpriser. To af de som har vundet flest priser, Oslo-Filharmonien og Leif Ove Andsnes med henholdsvis ni og ti priser hver, har aldrig modtaget mere end en pris samme år. Enkelte artister har vundet flere priser både som soloartist og med band, som Morten Harket som totalt har været med at vinde hele tretten priser, og Gustav Lorentzen som har vundet prisen for seks forskellige plader, to af dem med Knutsen & Ludvigsen.
11 priser
- Leif Ove Andsnes: 1991 (2 stk.), 1992, 1993, 1998, 2000, 2002, 2003, 2005, 2011, 2012

9 priser
- Oslo-Filharmonien: 1972, 1981, 1984, 1987, 1990, 1992, 1998, 1999, 2009 (har også vundet under navnene Filharmoniske Selskaps Orkester og Oslo Filharmoniske Orkester)
- a-ha: 1985 (2 stk), 1986 (3 stk), 2000 (2 stk), 2008, 2010

8 priser
- Ole Ivars: 1996, 1999 (2 stk), 2000, 2003, 2004, 2005, 2010

7 priser
- Odd Børretzen: 1974, 1996 (2 stk), 1997, 2001, 2002, 2008

6 priser
- Det Norske Kammerorkester: 1988 (2 stk), 1992, 1996, 1999, 2000
- Röyksopp: 2001 (2 stk), 2002 (2 stk), 2005, 2010
- Madcon: 2004, 2007 (2 stk), 2008 (2 stk), 2010

5 priser
- Geirr Lystrup: 1981, 1988, 1992, 2003, 2005
- Madrugada: 1999, 2002, 2005 (3 stk)
- Lene Marlin: 1998, 1999 (4 stk)
- Truls Mørk: 1991, 1992, 1993, 1995, 1999
- Vamp: 1993, 1996, 1998, 2005, 2006
- DumDum Boys 1988, 1989, 1990, 1992, 2007
- Espen Lind: 1997 (3 stk), 2006, 2008
- Sidsel Endresen: 1981, 1984, 1998, 2002, 2012

Efterhånden som det er blevet indført flere tillægsklasser, har det blevet mulig at vinde mere end en pris samme år. The Monroes var de første til at vinde to priser samme år under uddelingen i 1983. I nyere tid er det ikke uvanlig at samme artist vinder både tre og fire priser.
Artister som har vundet fire priser samme år
- Morten Harket (1995)
- Lene Marlin (1999)
- Briskeby (2000)

Artister som har vundet tre priser samme år
- a-ha (1986)
- Anne Grete Preus (1994)
- Espen Lind (1997)
- Morten Abel (2001)
- Madrugada (2005)
- Donkeyboy (2009)